# Forsbro Mekaniska Verkstad

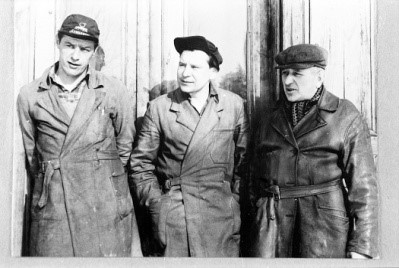
Forsbro Mekaniska Verkstad, Ägaren Rudolf (Kula) Karlsson med personal 1950

Forsbro Mekaniska Verkstad i Arbrå i Bollnäs kommun fanns i huset på Norrängesholmen vid Forsbrons östra fäste. Huset var från början stall och övernattningsutrymmen för besökare till Tullkvarnen, var i bruk från 1879 till in på 1910-talet. Senare hade Forsbro Yllefabrik sitt försäljningsställe här.

## Historik

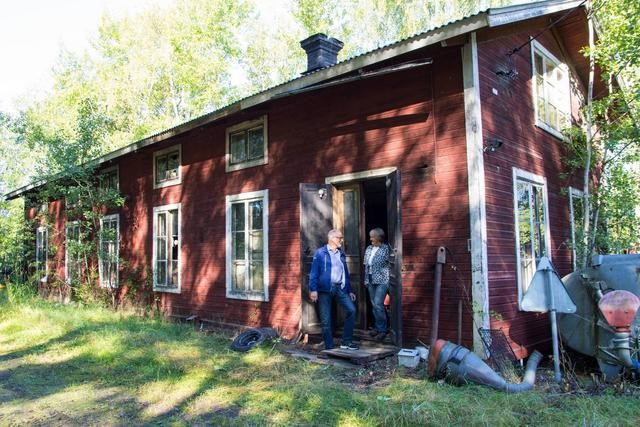
Forsbro Mekaniska Verkstad, Bild vid byavandring 2015.

I mars 1946 startade Rudolf ”Kula” Karlsson och Erik Svärd på sin fritid en reparationsverkstad i huset och tillverkade reservdelar och detaljer till bilar och motorcyklar m.m. De utförde också reparationer till ortens verkstäder, bl.a. Arbrå Verkstads AB, där både Karlsson och Svärd var anställda. När Direktör Anders Bremmer fick kännedom om deras affärsplaner fick de ett ultimatum: Lägg av med projektet och behåll jobbet, eller få avsked. Erik Svärd valde att behålla sin anställning medan Rudolf Karlsson bestämde sig för att satsa på affärsidén. Därmed startade Forsbro Mekaniska Verkstad och familjen flyttade till ett rum på övervåningen. Verksamheten, som hade 4 – 5 anställda, pågick till 1970-talet då Folkes Grävmaskiner köpte verkstaden och använder den som reparationsverkstad, då alla maskiner och verktyg finns bevarade och liknar ett museum. Numera ägs firman av sonen Stefan.